# Днепровское (Каменской район)
Днепро́вское (укр. Дніпровське) — посёлок Каменского района Днепропетровской области Украины. Входит в состав Верхнеднепровской городской общины. До 2020 года — Верхнеднепровский район.
Являлся административным центром ликвидированного Днепровского поселкового совета, в который не входили другие населённые пункты.

## Географическое положение
Посёлок городского типа Днепровское находится на правом берегу Каменского водохранилища, ниже по течению на расстоянии в 0,5 км расположен пгт Аулы, на расстоянии в 3 км расположен пгт Новониколаевка.

## История
Строительство посёлка началось в 1951 году, одновременно со строительством крахмало-паточного комбината. Первое название — посёлок Верхнеднепровский.
В 1957 году получил статус посёлок городского типа и переименован в пгт Днепровское. В 1960 здесь был введён в строй Днепровский крахмало-паточный комбинат.
В январе 1989 года численность населения составляла 6086 человек.
По состоянию на 1 января 2013 года численность населения составляла 5682 человека.

## Экономика
- ПАО «Днепровский крахмало-паточный комбинат».
- «Днепровская Лтд», ООО.
- «НПП Витан», ООО.

### Транспорт
Станция Днепровская Приднепровской железной дороги.

## Объекты социальной сферы
- 2 школы.
- 2 детских сада.
- Дом культуры.
- Поликлиника.
- Стадион.
- Почта.
- Музыкальная школа.
- Дом юного техника.
- Несколько детских площадок, одна детская площадка реконструированная в 2016 году, реконструированная за средства меценатов часть детского парка на ул. Набережной.

## Достопримечательности
- Братская могила советских воинов, где похоронен Герой Советского Союза — Семёнов, Андрей Данилович.